# Vim
Vim (скорочення від англ. Vi Improved, вимовляється [вім]) — текстовий редактор, створений на основі старішого vi. Нині це відомий серед кодерів текстовий редактор, особливість якого - повна можливість користуватися ним без комп'ютерної миші, лише за допомогою комбінацій клавіш.
Слово «vim» в перекладі з англійської означає «наснага», «енергія», «ентузіазм».

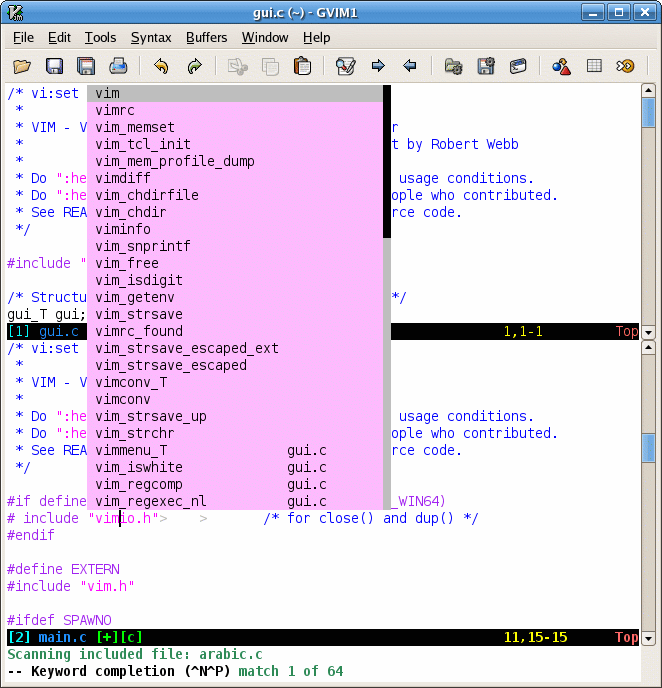
графічний Vim (GTK+ 2)

Інтерфейс Vim'а працює в текстовому (командному) режимі, проте існує й модифікація для використання у графічному віконному інтерфейсі — gVim. Багато команд gVim можуть викликатися через відповідні меню.

## Відмінності від «звичайних» текстових редакторів
Одна з головних особливостей редактора — застосування двох основних режимів вводу: командного («нормального») і текстового (режим безпосереднього редагування тексту, аналогічний більшості «звичайних» редакторів). Vim не зовсім інтуїтивний, тому ефективна робота з редактором вимагає попереднього навчання.

## Функціональність

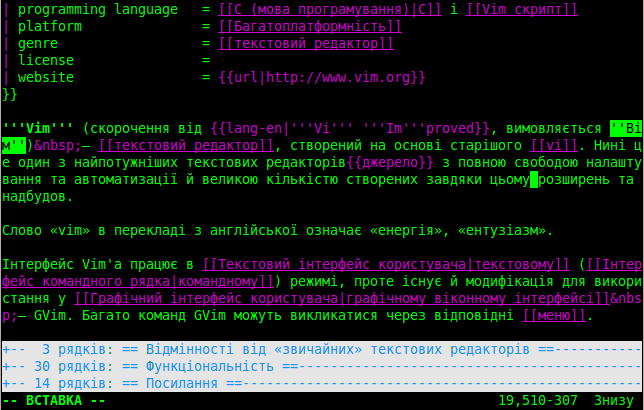
Підсвічування синтаксису вікі-розмітки

### Огляд: вибрані поліпшення vi

#### Vim в «командному» режимі
У порівнянні з класичним vi редактор vim відрізняється такими поліпшеннями:
- Робота з багатьма файлами одночасно. Розбиття вікон редагування може проводитися багаторазово як по горизонталі, так і по вертикалі;
- Підтримка Unicode;
- Підтримка візуального режиму, який дозволяє, наприклад, виконувати операції над блоками тексту;
- Необмежена глибина скасування (undo) і повернення (redo) дій;
- Широка файлова підтримка (файл з довідкою і понад 200 файлів з описом синтаксису);
- Підсвічування синтаксису, автоматичне визначення величини відступу для кожного рядка в залежності від мови програмування. Підтримує понад 200 мов програмування, форматів конфігураційних файлів та мов розмітки, включно з вікі-розміткою;
- Інтеграція з операційною системою, що дає можливості, близькі до інтегрованих середовищ розробки, наприклад, пошук рядка з помилкою за повідомленням компілятора, автодоповнення ідентифікаторів тощо;
- Підтримка мови сценаріїв; можливість написання модулів розширення — плагінів;
- Автоматичне продовження команд, слів, рядків цілком і імен файлів;
- Автоматичний виклик зовнішніх команд (наприклад, автоматичне розпакування файлу перед редагуванням);
- Розпізнавання та перетворення файлів різних форматів;
- Зручний механізм історії команд, пошукових слів і т. д.;
- Запис і виконання макросів;
- Можливість збереження налаштувань і сесії;
- Можлива інтеграція з мовами програмування Perl, Tcl, Python і Ruby;
- Можливе використання графічного інтерфейсу в спеціальних версіях (GTK, Motif, …);
- Добра конфігурація та налаштування під потреби користувача;
- Для шанувальників vi: практично стовідсоткова сумісність з vi.

У редакторі vim вдалося об'єднати всі найбільш значущі удосконалення vi.

#### Довідкова система vim
Vim має досить зручну і докладну довідкову систему і систему навігації та переходу між її розділами. Щоб відкрити будь-який її розділ достатньо скористатися командою: help в командному режимі. Наприклад, щоб дізнатися, як написати власний плагін для vim достатньо набрати :help write-plugin.